# Гладченко Юрій Валерійович
Ю́рій Вале́рійович Гла́дченко — лейтенант, Державна прикордонна служба України. Учасник російсько-української війни.

## Бойовий шлях
2 червня 2014 року. Луганськ. Ранок почався тривогою для прикордонників Луганського прикордонного загону. Юрій сприйняв її як чергову навчальну, проте, зайнявши свою позицію в автопарку, зрозумів — це не навчальна тривога. Червоно-сигнальна ракета піднялася у небо, і відразу з усіх боків залунали постріли, що мали на меті залякати бійців. З перших хвилин оборони стало ясно: вони опинилися на відкритій місцевості, під прицілом, як на долоні, з будь-якої багатоповерхівки. Нестача боєприпасів змусила Юрія та побратимів перейти до оглядової ями транспортних засобів. У цьому імпровізованому укритті вже знаходився легко поранений в ногу мобілізований. Вояки почали вести вогонь у напрямку лісосмуги, де помічали спалахи пострілів ворога. Раптово, перед очима Юрія пролетів постріл з РПГ-7, вибухнувши у боці з паливом. «Це було, ніби у вільному кадрі», — згадує він. Під інтенсивним вогнем військові прийняли рішення змінити позицію та відійти до будівлі КТП. Під щільним обстрілом прикордонники намагалися зрозуміти, звідки ведеться вогонь, щоб прицільно завдати удару у відповідь. У Юрія раптом спливла в пам'яті сцена з фільму «Врятувати рядового Райана», де персонаж використовує дзеркало для пошуку ворожих позицій. Знайшовши в кабінеті дзеркало, зміг виявити кілька терористів за теплицями біля лісосмуги вздовж траси Е40. Кілька прицільних пострілів з ГП-25 вразили противника, викликавши рух та метушню. Проте, після цього противник помітив його, і обстріл було зосереджено на кімнаті, де знаходився Юрій. Він переповз до коридору, але тут трапилося найгірше — вибух кумулятивного снаряду з РПГ-7. Поранення було важке: струмінь пробив його наскрізь. Через півтори години тяжкопораненого Юрія евакували до Луганської лікарні. Після стабілізації його перевезли до Києва. За підтримки народного депутата Марії Матіос та меценатів, Юрій продовжив лікування в медичному центрі "Хадасса" в Ізраїлі, Єрусалим.
Віктор Худяков — лікар-реаніматолог, був заскочений важкістю поранень.
У жовтні подав позов до апеляційного суду через позбавлення його можливості проголосувати на виборах до ВР 2014 року — відмовив Голосіївський районний суд, справою опікувалася народний депутат Марія Матіос.

## Нагороди
- орден За мужність III ступеня
- відзнака Президента України «За участь в антитерористичній операції»
- нагрудний знак «За мужність в охороні Державного кордону»
- нагрудний знак «Відмінний прикордонник»
- медаль «Честь. Слава. Держава»
- Відзнака Міністра оборони України медаль «За сприяння обороні»